# Nelly Goitiño
Nelly Goitiño (17 de enero de 1925, Durazno - 1 de marzo de 2007, Montevideo) fue una actriz y directora de teatro uruguaya.

## Biografía
Nació en una familia numerosa, madre maestra y padre farmacéutico. A los 17 años se recibió de maestra en Durazno y fue directora y maestra rural de la escuela Tala del Mariscala. Fue maestra de piano estudiando con Aida Lombardi. Se graduó en la Universidad de la República como Doctora en Derecho y Ciencias Sociales. Fue por sobre todo una mujer de teatro. Desde 1955, cuando contaba 30 años, dedicó su vida al teatro, primero como actriz y, desde 1982, como directora teatral. Su debut como directora lo hizo dirigiendo Severa vigilancia, de Jean Genet, en el Teatro La Candela.
Estudió educación de la voz en la escuela de Esmeralda Escuder y lenguaje corporal con Inx Bayerthal. Sus estudios de arte escénico los hizo con Manuel Domínguez Santamaría, y dirección teatral con Juan José Brenta. Si bien integró el Club de Teatro, también colaboró con otros grupos teatrales. Ha dirigido en la mayoría de los teatros de Montevideo, desde El Galpón hasta la Comedia Nacional. 
Se desempeñó en los diversos frentes de la actividad teatral: actriz, directora teatral, profesora de Ética y Metodología de la Actuación en la Escuela Municipal de Arte Dramático (EMAD), presidenta del Sindicato Uruguayo de Actores (SUA), militante de Federación Uruguaya del Teatro Independiente (FUTI). Desde el año 2005 y hasta su muerte fue Presidenta del SODRE.
Entre 1987 y 1989 integró la Comisión Nacional Pro Referéndum, constituida para revocar la Ley de Caducidad de la Pretensión Punitiva del Estado, promulgada en diciembre de 1986 para impedir el enjuiciamiento de los crímenes cometidos durante la dictadura militar en su país (1973-1985).
Como actriz dio vida a los grandes papeles de las obras de Shakespeare, Sófocles, Chejov, Ionesco, Brecht, Shaw, Williams, Lorca, Rojas, Genet, entre otros. La Asociación de críticos teatrales la distinguió con tres premios Florencio: primera actriz por La Celestina, directora por El alma buena de Sechuán y Kaspar en la Comedia Nacional y el Florencio de Oro a la personalidad teatral más destacada en el trienio 1987-90.
Falleció el 1 de marzo de 2007 a los 83 años, en Montevideo.
La conocida popularmente como Sala Brunet, fue rebautizado con el nombre de Auditorio Nelly Goitiño del SODRE.

## Obras
- Oh, los días felices de Samuel Beckett, Teatro Solis Sala Zavala Muniz. Comedia Nacional,1991.[6]
- Ulf, la pasión de Jacinto y Paloma de Juan Carlos Gené, Teatro El Galpón, 1991[7]
- El alma buena de Sechuan de Bertolt Brecht, Teatro El Galpón, 1992[7]
- Rinocerontes de Eugene Ionesco, Teatro Sala Verdi. Comedia Nacional, 1993.[8]
- El hombre, la bestia y la virtud de Luigi Pirandello Teatro EL Galpón, 1993[7]
- Tres mujeres altas de Edward Albee, Alianza Uruguay - EE. UU.. Comedia Nacional, 2001.[9]
- El sueño y la vigilia de Juan Carlos Gené Teatro El Galpón, 2001[7]
- Mujeres de Luis Masci, Teatro Victoria de Montevideo. Comedia Nacional, 2004.[10]
- Almuerzo en casa de Ludwig de Thomas Bernhard Teatro El Galpón, 2005.[7]